# Mojero
A Mojero (oroszul: Мойеро) folyó Oroszország ázsiai részén, a Krasznojarszki határterületen; a Kotuj jobb oldali mellékfolyója.

## Földrajz
Hossza: 825 km, vízgyűjtő területe: 30 900 km².
A Viljuj-felföld északi részén ered és észak felé folyik, kezdeti rövid szakaszát leszámítva végig az északi sarkkörön túl. Középső szakaszán sok a zugó, a zuhatag. Alsó szakaszán nagy kanyarulattal nyugatra fordul és jobbról ömlik a Kotujba.
Októbertől május végéig – június elejéig befagy. Esővíz és hóolvadék táplálja. Árvize májustól augusztusig elhúzódik.
Legjelentősebb mellékfolyója balról a Dalkit, jobbról a Mojerokon.